# Comté de Sanborn
Le comté de Sanborn est un comté situé dans l'État du Dakota du Sud, aux États-Unis. En 2020, sa population est de 2 330 habitants. Son siège est Woonsocket.

## Histoire
Créé en 1883, le comté est nommé en l'honneur de George W. Sanborn, superintendant du Milwaukee Railroad, lors de la construction du chemin de fer dans le comté.

## Villes du comté
- City :
  - Woonsocket
- Towns :
  - Artesian
  - Letcher
- Census-designated place :
  - Forestburg

## Démographie
Selon l'American Community Survey, en 2010, 93,09 % de la population âgée de plus de 5 ans déclare parler l'anglais à la maison, 3,48 % l'allemand, 2,12 % l'espagnol, 0,73 % l'hindi et 1,87 % une autre langue.
| 1890  | 1900  | 1910  | 1920  | 1930  | 1940  |
| ----- | ----- | ----- | ----- | ----- | ----- |
| 4 610 | 4 464 | 6 607 | 7 877 | 7 326 | 5 754 |

| 1950  | 1960  | 1970  | 1980  | 1990  | 2000  |
| ----- | ----- | ----- | ----- | ----- | ----- |
| 5 142 | 4 641 | 3 697 | 3 213 | 2 833 | 2 675 |

| 2010  | - | - | - | - | - |
| ----- | - | - | - | - | - |
| 2 355 | - | - | - | - | - |